# 48 stron
48 stron – humorystyczny komiks autorstwa Tobiasza Piątkowskiego (scenariusz) i Roberta Adlera (scenariusz i rysunki). 

## Edycje
Komiks pierwotnie ukazywał się w odcinkach w miesięczniku Reset (po raz pierwszy w numerze 2 z 2000). Materiał ten zebrano w albumie 48 stron, który ukazał się w 2001 nakładem wydawnictwa Mandragora. Serię kontynuowano na łamach Resetu, a po jego zamknięciu w 2001 — w magazynach Świat Filmu i Super Gra. Te epizody znalazły się w albumie Drugie 48 stron, który ten sam wydawca opublikował w 2003. W tym samym roku ukazał się jeszcze zeszyt Prawie 48 stron: Franky Krova, w kolejnych latach — Prawie 48 stron: Maciek/Komiks: Rewelacja (2004) i Kolejne prawie 48 stron: Kij Bij (2006). Nie były one poprzedzane edycjami prasowymi.
Pierwszy album doczekał się wersji rozszerzonej pod tytułem Gołota vs Predator (2002) (tytułowa historia była debiutem duetu autorów na łamach pisma Reset), następnie edycji ze zmienioną (czarno-białą) okładką jako 48 stron — Biały kruk (2003). Dwa pierwsze albumy wydano także wspólnie w rozszerzonej wersji jako 48 stron 1 & 2 (2005)

## Fabuła
Głównymi bohaterami komiksu są dwaj policjanci — czarnoskóry Górsky i biały Butch, pracujący w Warszawie przyszłości. Są bohaterami historyjek obrazkowych, a pewnego dnia otrzymują polecenie: w ciągu 48 stron mają odnaleźć sens komiksu, w którym występują. Od drugiego albumu wspiera ich pomocnik Jerry, były bohater komiksu z sensem. Od zeszytu Prawie 48 stron: Maciek/Komiks: Rewelacja pojawia się Maciek, policjant zmieniony w atrakcyjną kobietę.
Tytuł serii nawiązuje do filmu 48 godzin i przeciętnej objętości albumu komiksowego, imiona głównych bohaterów — do nazwisk bohaterów serialu Starsky i Hutch (chociaż oni sami przypominają dwójkę bohaterów filmu Zabójcza broń).
W pierwszym albumie odwoływano się m.in. do serii Star Trek, Gwiezdne wojny oraz cyklu o Jamesie Bondzie, filmów Obcy – decydujące starcie, Siedem, Łowca androidów, Pulp Fiction, komiksu Lobo, czy seriali Beavis i Butt-head i Millennium. W drugim żartowano m.in. z filmów Łowca jeleni, Przyczajony tygrys, ukryty smok, komiksów Sin City, Thorgal, Ghost in the Shell i Kapitan Żbik, w zeszycie Prawie 48 stron: Franky Krova nawiązywano przede wszystkim do Funky Kovala, w Prawie 48 stron: Maciek/Komiks: Rewelacja do Matrixa, w Kolejne prawie 48 stron: Kij Bij do filmu Kill Bill

## Interpretacje i odbiór
Autorzy nawiązywali w żartobliwej formie do licznych dzieł kultury popularnej, zaś rysownik imitował styl innych autorów komiksów. Robert Adler i Tobiasz Piątkowski stosowali przy tym liczne aluzje, kalambury, grę słów, czy dowcipy oparte na kontraście pomiędzy obrazem a tekstem. W ocenie Mateusza Zapały była to doskonała seria campowa. Jerzy Szyłak nazwał komiks "prześmiewczą opowieścią". Sam autor scenariusza ocenił dzieło jako "komiks pastiszowy".
Seria była jednym z najpopularniejszych wydawnictw komiksowych początku XXI wieku i sukcesem wydawniczym wydawnictwa Mandragora. Esensja zaliczyła 48 stron do najlepszych komiksów pięciolecia 2000-2005. Pozytywne recenzje lub wzmianki opublikowano także w Gazecie Wyborczej, gdzie dostrzeżono "popis inteligentnego dowcipu", i tygodniku Wprost, w którym Wiesław Chełminiak nazwał album "brawurowym pastiszem amerykańskiego kina akcji".